# Amanz Dürholz
Amanz Dürholz (* 28. Juni 1791 in Solothurn; † 20. Oktober 1866 ebenda) war ein Schweizer liberaler Politiker.

## Leben

### Familie
Amanz Dürholz war der Sohn des Notars und Appellationsrats Urs Josef Dürholz (* 30. Juli 1753 in Solothurn; † 5. Mai 1804) und dessen Ehefrau Elisabeth (* 1. September 1754 in Solothurn; † 2. Mai 1804), die Tochter des Unternehmers und Politikers Franz Josef Gerber (1727–1795); er hatte noch drei Geschwister.
Er war ein entfernter Verwandter des Kaufmanns und Politikers Karl Dürholz (1771–1848), der mit seiner Tante mütterlicherseits verheiratet war.
Seit 1815 war er mit Rosa (* 27. Dezember 1793 in Solothurn; † 26. April 1865), die Tochter des Händlers Martin Lukas Voitel (1767–1813), verheiratet.

### Werdegang
Nach dem Besuch des Schulhauses Kollegium in Solothurn war Amanz Dürholz als Sekretär der Baumwollfabrik Wagner & Cie. in Solothurn sowie in einem Handelshaus in Venedig tätig.
Von 1815 bis 1817 war er Kaufhausdirektor in Solothurn und von 1821 bis 1840 Einnehmer der Ersparniskasse (siehe Regiobank Solothurn); in dieser Zeit war er auch von 1821 bis 1831 Sekretär des Finanzrats.

### Politisches und gesellschaftliches Wirken
Amanz Dürholz nahm am 22. Dezember 1830 am Balsthaler Volkstag teil, der im Gefolge der französischen Julirevolution veranstaltet wurde. An diesem Tag kamen liberal gesinnte Menschen, unter anderem Josef Munzinger, aus dem ganzen Kanton zusammen und leiteten damit den Sturz des Solothurner Patriziats ein.
Von 1831 bis 1850 war er liberaler Solothurner Grossrat und wurde von diesem zum Regierungsrat bestellt, sowie von 1831 bis 1840 Kleinrat, dem er in dieser Zeit, im Wechsel mit Josef Munzinger, dreimal als Präsident vorsass.
Er trat 1839 aus der liberalen Partei aus und in die konservative Partei ein.
1833 und 1838 war er Tagsatzungsgesandter und nahm 1834 an der Badener Konferenz teil, in der die liberalen Kantone der Schweiz mit den Badener Artikeln beschloss, dass die römisch-katholische Kirche weitgehend unter staatliche Aufsicht gestellt werden sollte.
Er war Mitglied in verschiedenen Kommissionen des Kantons, unter anderem war er von 1837 bis 1841 Präsident der Erziehungskommission.
Von 1841 bis 1856 war er Solothurner Gemeinderat und Mitglied der Schulkommission; nach seinem Tod vermachte er dem Schulfond von Solothurn sein Wohnhaus und seine siebenhundertbändige Bibliothek der Stadtbibliothek Solothurn.
Er stiftete und richtete für zwei katholische Theologiestudenten für 66.000 Schweizer Franken einen Stipendienfonds ein.
Als Liebhaber alter Klassiker gab er die Réflexions ou sentences et maximes morales von François de La Rochefoucauld 1851 als Maximen und moralische Betrachtungen in deutscher und 1855 auch in lateinischer Übersetzung heraus.

## Mitgliedschaften
Amanz Dürholz war am 11. September 1831 in Olten Gründungsmitglied der Patriotischen Assoziation, ein Vorläufer der FDP (siehe auch Freisinnig-Demokratische Partei#Geschichte), deren erster Präsident er wurde.

## Schriften (Auswahl)
- Maximen und moralische Betrachtungen. Solothurn: Scherer, 1851.